# MTV Movie Awards 2009
De MTV Movie Awards 2009 vonden plaats op 1 juni 2009 in het Gibson Amphitheatre in Universal City (Californië) en werden gepresenteerd door acteur Mike Myers.

## Winnaars & Nominaties

### Best Movie (Beste film)
Twilight
- Iron Man
- The Dark Knight
- High School Musical 3: Senior Year
- Slumdog Millionaire

### Best Male Performance (Beste mannelijke vertolking)
Zac Efron - High School Musical 3: Senior Year
- Christian Bale - The Dark Knight
- Robert Downey jr. - Iron Man
- Shia LaBeouf - Eagle Eye
- Vin Diesel - Fast & Furious

### Best Female Performance (Beste vrouwelijke vertolking)
Kristen Stewart - Twilight
- Angelina Jolie - Wanted
- Anne Hathaway - Bride Wars
- Kate Winslet - The Reader
- Taraji P. Henson - The Curious Case of Benjamin Button

### Breakthrough Male (Beste mannelijke nieuwkomer)
Robert Pattinson – Twilight
- Ben Barnes – The Chronicles of Narnia: Prince Caspian
- Bobb'e J. Thompson – Role Models
- Dev Patel – Slumdog Millionaire
- Taylor Lautner – Twilight

### Breakthrough Female (Beste vrouwelijke nieuwkomer)
Ashley Tisdale – High School Musical 3: Senior Year
- Amanda Seyfried – Mamma Mia!
- Freida Pinto – Slumdog Millionaire
- Kat Dennings – Nick and Norah's Infinite Playlist
- Miley Cyrus – Hannah Montana: The Movie
- Vanessa Hudgens – High School Musical 3: Senior Year

### Best Villain (Beste schurk)
Heath Ledger – The Dark Knight
- Derek Mears – Friday the 13th
- Dwayne Johnson – Get Smart
- Johnathon Schaech – Prom Night
- Luke Goss – Hellboy II: The Golden Army

### Best Comedic Performance (Beste Komische Vertolking)
Jim Carrey – Yes Man
- Amy Poehler – Baby Mama
- Steve Carell – Get Smart
- Anna Faris – The House Bunny
- James Franco – Pineapple Express

### Best Song From a Movie (Beste nummer uit een film)
Miley Cyrus — "The Climb" (from Hannah Montana: The Movie)
- A.R. Rahman — "Jai Ho" (from Slumdog Millionaire)
- Bruce Springsteen — "The Wrestler" (from The Wrestler)
- Paramore — "Decode" (from Twilight)

### Best Kiss (Beste kus)
Kristen Stewart and Robert Pattinson – Twilight
- Sean Penn and James Franco – Milk
- James McAvoy and Angelina Jolie – Wanted
- Dev Patel and Freida Pinto – Slumdog Millionaire
- Vanessa Hudgens and Zac Efron – High School Musical 3: Senior Year
- Paul Rudd and Thomas Lennon – I Love You, Man

### Best Fight (Beste gevecht)
Robert Pattinson vs. Cam Gigandet – Twilight
- Ron Perlman vs. Luke Goss – Hellboy II: The Golden Army
- Anne Hathaway vs. Kate Hudson – Bride Wars
- Heath Ledger vs. Christian Bale – The Dark Knight
- Seth Rogen and James Franco vs.Danny McBride – Pineapple Express

### Best WTF Moment
Peeing in the Sink – Amy Poehler (from Baby Mama)
- Curved Bullet Kill – Angelina Jolie (from Wanted)
- Jumping in the Poop Shed – Ayush Mahesh Khedekar (from Slumdog Millionaire)
- Tasting the Decapitated Head – Ben Stiller (from Tropic Thunder)
- Naked Break-Up – Jason Segel and Kristen Bell (from Forgetting Sarah Marshall)

### MTV Generation (MTV generatie)
Ben Stiller
1992 · 1993 · 1994 · 1995 · 1996 · 1997 · 1998 · 1999 · 2000 · 2001 · 2002 · 2003 · 2004 · 2005 · 2006 · 2007 · 2008 · 2009 · 2010 · 2011